# 江苏海洋大学
34°36′27″N 119°13′12″E / 34.60752°N 119.220046°E
江苏海洋大学，曾经名为淮海工学院，是一所位于江苏省连云港市的普通本科院校。

## 历史
创办于1985年，隶属于江苏省管理。在1998年、2000年、2002年，江苏盐业学校、连云港水产学校和连云港化工高等专科学校先后被并入淮海工学院。淮海工学院东港学院也为隶属于淮海工学院的公有民办二级本科院校。
2019年5月23日，中华人民共和国教育部官方网站公示，拟批准淮海工学院更名为“江苏海洋大学”。
2019年6月12日，淮海工学院正式更名为江苏海洋大学。
2021年6月3日，本校纳入江苏教育厅改革范畴，由于第二天学生的抵制随后校方和教育厅取消改革。